# W. R. Berkley Corporation
Die W. R. Berkley Corporation ist ein amerikanisches Versicherungsunternehmen in den Fortune 500.
Nach seinem Abschluss an der New York University (BS 1966) wurde William R. Berkley ins MBA-Programm der Harvard-Universität aufgenommen (Abschluss 1968). Noch als Student gründete er mit $2.500 Startkapital eine Investment-Firma. 1972 übernahm er den Versicherer Houston General.
Die W.R. Berkley Versicherung Niederlassung für Deutschland  ist eine Niederlassung der liechtensteinischen W. R. Berkley Europe AG.
Der Stern School of Business hat Berkley 2002 eine Professur gestiftet; Inhaber ist der Nobelpreisträger Thomas J. Sargent.